# Primo Zeglio
Primo Zeglio (Vercelli, Piamonte, Italia, 8 de julio de 1906 - Vercelli, Lacio, Italia, 30 de octubre de 1984) fue un director de cine y guionista italiano. 

## Biografía
Se inició en el mundo del cine en 1938 como ayudante de dirección en la película La sposa dei rei, en la cual también participó como guionista. En 1943 se estrena como director con la película Sucedió en Damasco (Accadde a Damasco), a la cual seguirían otras muchas coproducciones hispano-italianas. Es conocido por sus películas ambientadas en el oeste estadounidense (spaghetti western), entre las que destaca Winchester, uno entre mil (1968).
Como curiosidad cabe destacar que algunas de las sus películas las firmó bajo el pseudónimo de Anthony Greepy.

## Filmografía
- 1943 - Accade a Damasco (Sucedió en Damasco)
- 1943 - Febbre (Fiebre)
- 1947 - Genoveffa di Brabante (Genoveva de Brabante)
- 1949 - Nerone e Messalina (Nerón y Mesalina)
- 1951 - La vendetta del corsaro (La venganza del corsario)
- 1952 - La figlia del diavolo
- 1953 - Capitan Fantasma (El capitán Fantasma)
- 1957 - Río Guadalquivir
- 1959 - Il figlio del corsaro rosso
- 1960 - Morgan il pirata. Codirigida por André de Toth
- 1961 - Le sette sfide
- 1962 - Io, Semiramide (Duelo de reyes)
- 1962 - Il dominatore dei sette mari
- 1964 - L'uomo della valle maledetta (El hombre del valle maldito)
- 1964 - I due violenti (Los rurales de Texas)
- 1965 - I quattro inesorabili (Los cuatro implacables)
- 1967 - 4...3...2...1...morte
- 1968 - Winchester, uno entre mil

- Datos: Q369186
- Multimedia: Primo Zeglio / Q369186